# Logbiermé
Logbiermé est un hameau proche de Wanne ; il est situé sur les hauteurs, à l'est de la commune de Trois-Ponts.

## Introduction
Le village de Logbiermé, situé le long du vieux chemin du Luxembourg, a longtemps été un arrêt privilégié des voyageurs d'autrefois. L'apparition des routes et du chemin de fer dans les vallées de la région ont mis fin à l'utilisation importante de ce chemin à la fin du  XIXe siècle. Le village de Logbiermé est aujourd'hui un endroit retiré, un cul-de-sac pour les voitures, entouré de forêts.

## Curiosités
L'histoire de Logbiermé, et de façon plus large l'histoire du XXe siècle (l'autarcie, les guerres, la nature, la géologie…) a, de 1980 à 2001, fait l'objet d'un petit musée situé à l'entrée du village. Les collections du musée ont en partie été reprises par la commune de Trois-Ponts et déplacées dans le nouveau Musée de Wanne. L'ancien musée (le "Stâve dès Boûs" (étable des bœufs en wallon)) contient encore de nombreux objets et beaucoup de documentation. Il est ouvert tous les premiers dimanches du mois de pour les curieux, les passionnés et les chercheurs s'intéressant à la nature, l'histoire et la vie en Ardenne.
Monument commémoratif de la Co C 1/517 US.
Anciennes bornes frontières Belgique-Prusse: 105, 107, 108, 109 et 110.
Roche Michelot.

## Activités
- 20 janvier: Saint Sébastien, jour de la fête à Logbiermé (anciennement un repas était organisé).
- 15 août: rallye pédestre de Logbiermé. Organisé chaque année, depuis 2004, ce rallye combine marche (environ 8 km) et activités ludiques. Il est organisé par les "Demi-Saisis". Avant 2002, ce rallye se faisait a vélo et était organisé par "Les Sangliers".
- 1er dimanche de chaque mois: ouverture du "Stâve dès Boûs" (de 14h30 à 17h30, accès gratuit).

Du fait de sa position au cœur des forêts de la Haute-Ardenne, le village de Logbiermé est resté un point de départ ou d'arrêt privilégié des randonneurs. De nombreux gîtes sont présents dans le village ainsi qu'un chalet ("Le chalet des gattes" appartenant aux "Amis de la Nature") pour les accueillir. De nombreux sentiers balisés passent par ou à proximité du village.